# Будешть (Вранча)
Будешть, Будешті (рум. Budești) — село у повіті Вранча в Румунії. Входить до складу комуни Котешть.
Село розташоване на відстані 152 км на північний схід від Бухареста, 13 км на південний захід від Фокшан, 79 км на захід від Галаца, 112 км на схід від Брашова.

## Населення
За даними перепису населення 2002 року у селі проживали 1853 особи, з них 1852 особи (99,9 %) румунів. Усі жителі села рідною мовою назвали румунську.